# Heads or Tales
Heads or Tales è il quinto album in studio del gruppo rock canadese Saga, pubblicato nel 1983.

## Tracce
Side 1
1. The Flyer – 3:37
2. Cat Walk – 4:24
3. The Sound of Strangers – 4:09
4. The Writing – 4:14
5. Intermission – 5:28

Side 2
1. Social Orphan – 3:24
2. The Vendetta (Still Helpless) – 3:55
3. Scratching the Surface – 5:26
4. The Pitchman – 5:46